# Anthomyia xanthopus
Anthomyia xanthopus este o specie de muște din genul Anthomyia, familia Anthomyiidae. A fost descrisă pentru prima dată de Willi Hennig în anul 1976. Conform Catalogue of Life specia Anthomyia xanthopus nu are subspecii cunoscute.